# Solt
Solt (en croata: Šolta) es una ciudad del condado de Bács-Kiskun, Hungría.

## Historia

### Solt en sus inicios
La región ha estado poblada desde la Edad de Piedra. Las excavaciones permitieron descubrir monedas, armas y cadáveres romanos. La carretera que unía la provincia de Panonia con Dacia atravesaba Solt. Los primeros documentos escritos que mencionan Solt datan de 1145. Solt estuvo bajo la jurisdicción del obispo de Kalocsa desde el siglo XI hasta el XIII.

### Leyenda local
Hay una leyenda local sobre la fundación de Solt, la Leyenda de la Llave de Oro. Según ella, Béla IV de Hungría entregó dos llaves de oro a la ciudad de Solt por ocultarlo de las tribus mongolas invasoras. Las llaves estaban escondidas en la azotea de la iglesia presbiteriana local, que fue alcanzada por un rayo. Las llaves se fundieron y nunca se volvieron a encontrar. Desde entonces, solo se ven en el sello de la ciudad.

### Edad media
Cuando Hungría fue ocupada por el Imperio Otomano, Solt perdió gran parte de su población. La ciudad se menciona en reiteradas ocasiones durante el levantamiento húngaro contra los Habsburgo; Francisco II Rákóczi mantuvo su ejército en la región.
En la segunda mitad del siglo XVIII, la nobleza del norte de Hungría adquirió la ciudad y sus alrededores. En el siglo XIX se construyeron los castillos del barón Révay, el graf Berchtold, el graf Nemes, el graf Vécsey, el graf Benyovszky, el graf Czebrián, el graf Pongrácz y la familia del graf Teleki.
Durante la Revolución de 1848, Solt fue un importante campamento de soldados húngaros.

### Siglo XX
Ambas guerras mundiales causaron muerte y destrucción en Solt. Posteriormente, el país fue ocupado por el ejército soviético y el comunismo se extendió rápidamente. Finalmente, después de 1989, Hungría recuperó su independencia y Solt comenzó a resurgir. La ciudad alberga ahora numerosos negocios independientes.
En 1977, se construyó la estación de radiodifusión de onda media de 2000 kW, denominada Transmisor Solt, que actualmente es el transmisor de radio más potente de Europa.

## Residentes notables
- Árpád Weisz (1896-1944), futbolista y entrenador olímpico húngaro

## Ciudades hermanadas
Las ciudades hermanadas con Solt son:
- Habichtswald, Alemania[4]
- Kerava, Finlandia[4]
- Dănești, Rumanía[5]